# Movimento para a Emancipação do Delta do Níger
Movimento para a Emancipação do Delta do Níger (em inglês:  Movement for the Emancipation of the Niger Delta, MEND) é um grupo armado e 
um dos maiores grupos militantes da região do Delta do Níger, a zona petroleira do sul da Nigéria.
O grupo luta contra a "exploração e opressão dos povos" do Delta do Níger, combate particularmente as empresas petrolíferas e o governo federal da Nigéria. Esse movimento se declara pronto para usar armas como meio de luta.
A presença desse grupo na região causou uma queda de um terço na produção de petróleo, de 2,6 milhões de barris por dia em 2005 para 1,8 milhão de barris por dia em 2008. Em maio de 2009, iniciou pesados confrontos com as forças armadas da Nigéria após várias sabotagens e sequestros.